# オペラ・セリア

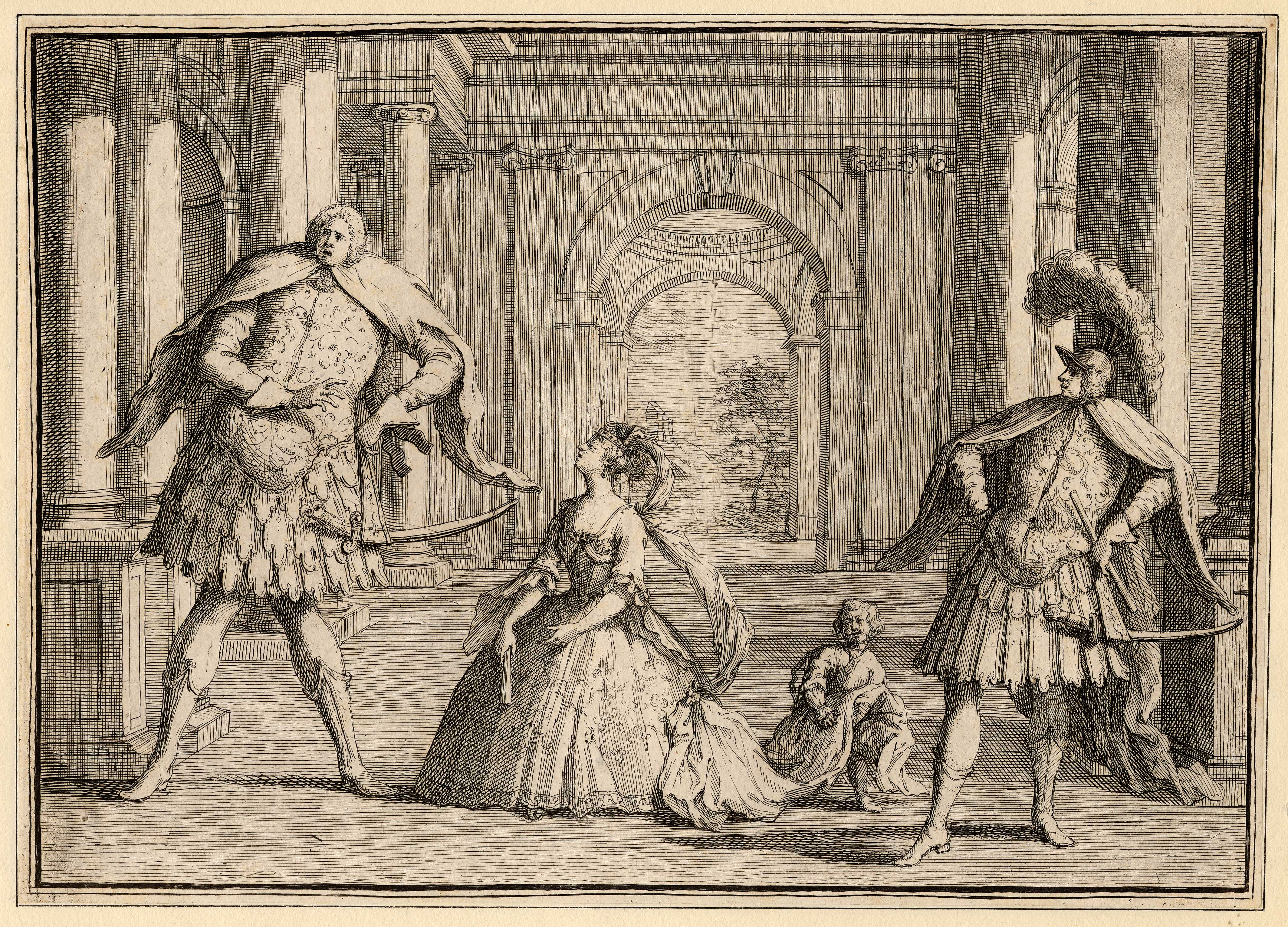
ヘンデル『ランゴバルド王フラーヴィオ』の上演の戯画。当時の有名なオペラ・セリア歌手が3人描かれている。左から、セネジーノ、"ディーヴァ"のフランチェスカ・クッツォーニ、"カストラート"のガエターノ・ベレンシュタット。

オペラ・セリア（正歌劇、イタリア語：Opera seria, or dramma per musica; ドランマ・ペル・ムジカ, melodramma serio; メロドランマ・セリオ）は、1710年代から1770年頃までヨーロッパで支配的だった、高貴かつ「シリアス」（イタリア語：seria）なイタリア・オペラのこと。もっとも当時は「オペラ・セリア」という言葉が使われることは滅多になく、流行が廃れてから使われるようになった。歴史的ジャンルと見られたのである。オペラ・セリアのライバルは、即興的なコメディア・デラルテを手本とした喜劇的なオペラ、オペラ・ブッファである。
イタリア語で歌われる「オペラ・セリア」（オペラ台本は例外なくイタリア語で書かれていた）はイタリアだけでなく、イングランドや、ハプスブルク・オーストリア、ザクセンなどのドイツ諸国、さらにスペインでも上演された。しかし、フランスでは人気がなかった。自国のフランス・オペラが好まれていたからである。
人気のあったオペラ・セリア作曲家には、アレッサンドロ・スカルラッティ、ヨハン・アドルフ・ハッセ、レオナルド・ヴィンチ、ニコラ・ポルポラ、ゲオルク・フリードリヒ・ヘンデルなどがいる。18世紀後半の作曲家では、トンマーゾ・トラエッタ、クリストフ・ヴィリバルト・グルック、そしてヴォルフガング・アマデウス・モーツァルトなどがいる。

## 構造
オペラ・セリアは、盛期バロック時代の厳格な「dramma per musica（音楽による劇）」の慣習に則って、「A-B-A」三部形式のダ・カーポ・アリアを発展することによって作られた。第一部（A）はテーマの提示で、第二部（B）はそれを補うもの、第三部（A）は歌手による音楽の飾りと仕上げを伴う第一部の繰り返しである。発展していく中で、アリアが長くなり、そのため一般的なオペラ・セリアの楽章は多くて30くらいである。
始まりは急-緩-急の3楽章（イタリア風序曲形式）の器楽曲の序曲（シンフォニア）で、それから登場人物の感情を表現したアリアと、台詞を含む一連のレチタティーヴォが続く。このパターンを唯一破るものは、主役の恋人たち二人によるデュエット（二重唱）だけである。レチタティーヴォは通奏低音（チェンバロやチェロなど）のみの伴奏で歌われるレチタティーヴォ・セッコが一般的だが、とくに激しい感情を表す時は、全弦楽器の伴奏で歌われるレチタティーヴォ・ストロメンタートになる。弦楽器とオーボエ（時にはフルートなど）の伴奏でアリアが歌われた後、登場人物は退場し、観客に拍手を促すのが一般的だった。これが3幕続き、そして歓喜のクライマックスとなり、陽気な合唱で締めくくられる。主演の歌手たちは、それぞれのアリアの雰囲気（悲しみ、怒り、英雄的、瞑想的）を正しく表現することが求められた。
オペラ・セリアのドラマツルギーは、フランス・オペラが堕落したオペラ台本としばしば批判されたことへの返答として発展した。ローマに拠点を置くアッカデミア・デッラルカディアは、演劇の三一致の法則を遵守し、またたとえばジョヴァンニ・フランチェスコ・ブゼネッロ台本の『ポッペーアの戴冠』のような「不道徳な」筋を、楽しむことと同様に教えることを目的とした高徳な物語に置き換えようとした。しかし、古典劇のしばしば悲劇的な結末は、端正さという観点から拒絶された。アポストロ・ゼーノのような初期のオペラ・セリアの台本作家たちは、徳は報いられ、意気揚々と示されなければならないと感じていた。フランス・オペラの中では一般的なスペクタクルやバレエは取り除かれた。

## 歌手
オペラ・セリアの時代は、高音で力強いソプラノまたはアルトを維持するために、思春期前に去勢され、10何年間の厳しい音楽修業を積んだ才能ある男性歌手、つまりカストラートの台頭の時期と一致した。カストラートたちには英雄的な男性の役が与えられた。一方、もう一つの新しいオペラの創造物、プリマドンナ（英語版）も生まれた。そうした驚異的な技術を持つスター歌手たちの台頭は、作曲家たちにより複雑な声楽作品を作らせることになった。この時代の多くのオペラは特別の歌手たちの魅力を活かすために書かれていた。カストラートの中でおそらく最も有名な人物は、ポルポラの指導でデビューしたファリネッリだろう。ファリネッリはヘンデルのためには歌わなかったが、ライバルのカストラート、セネジーノは歌った。

## 歴史

### 1720年 - 1740 年
オペラ・セリアは、1720年代の初期に最終的な形式を獲得した。アレッサンドロ・スカルラッティはアポストロ・ゼーノと道を整備する一方で、メタスタージオとこのジャンルを結実させた。メタスタージオの最初の作品はセレナータ『ヘスペリデスの園』で、ニコラ・ポルポラ（後のハイドンの師）がそれに曲をつけ、成功を得た。このことで、高名なローマのプリマドンナ、La Romaninaことマリアンナ・ブルガレッリ（英語版）がメタスタージオに注目し、自分のprotegé（被保護者）にした。ブルガレッリの庇護下で、メタスタージオは『捨てられたディドーネ』（英語版）、『ウティカのカトーネ』、『エツィオ』（英語版）、『インドのアレッサンドロ』、『許されたセミラーミデ』、『シローエ』（英語版）、『アルタセルセ』と次々にオペラ台本を書き、その1本1本にイタリア、オーストリアの巨匠たちがそれぞれ別の曲をつけ、国境を越えたオペラ・セリアの性質が確立された。（たとえば『アルタセルセ』にはヴィンチ、ハッセ、グルック、カール・ハインリヒ・グラウン、ガルッピ、ヨハン・クリスティアン・バッハらが曲をつけた。Artaserse（英語版）参照）。1730年から1740年代の中頃まで、メタスタージオはウィーンに住み、帝国劇場のために、『アドリアーノ』、『デメトリオ』、『イッシーピレ』、『デモフォーンテ』（英語版）、『オリンピーアデ』（英語版）、『皇帝ティートの慈悲』、『シーロのアキレス』、『テミストークレ』、『羊飼いの王様』、そして最高傑作と言われる『アッティーリオ・レーゴロ』（英語版）など多数のオペラ台本を書いた。メタスタージオとその模倣者たちは、オペラ台本に、古代（ギリシア・ローマ）の古典的キャラクターが主人公のドラマを引いてきた。主人公たちには立派な価値と徳を付加し、愛・名誉・義務の間で葛藤させ、（オペラでも非音楽劇でもどちらでも上演可能な）優雅で華美な言葉をしゃべらせた。ところでヘンデルはオペラ・セリアのメインストリームとは離れたところで創作を続けていて、ロンドンの観客のためにメタスタージオの台本に曲をつけたのは数本しかなく、多様な台本を好んだ。
この時期の主要なメタスタージオ作曲家は、ヨハン・アドルフ・ハッセ、アントニオ・カルダーラ、レオナルド・ヴィンチ、ニコラ・ポルポラ、ジョヴァンニ・バッティスタ・ペルゴレージである。ヴィンチ作曲の『捨てられたディドーネ』と『アルタセルセ』は、そのレチタティーヴォ・ストロメンタートが賞賛され、ヴィンチはこのスタイルのメロディを確立するという重要な役を果たした。対照的にハッセは、伴奏に重きをおき、当時の人々からはヴィンチより野心的と見なされた。ペルゴレージはそのリリシズムが有名だった。あらゆるものへの挑戦し、多様性、レチタティーヴォ・セッコのパターンの打破、アリア・ダ・カーポを成し遂げた。メタスタージオの台本の移り気なムードはレチタティーヴォ・ストロメンタート、リトルネロ形式のカットといった作曲家のためになる革新を行うことを助けた。この期間、特定の感情を反映するための調の選択がスタンダード化した。たとえばニ短調は「怒りの」アリアに、ニ長調は華やかさ、ト短調は牧歌的な効果、変ホ長調は愁嘆の効果に用いられるようになった。

### 1740年 - 1770年

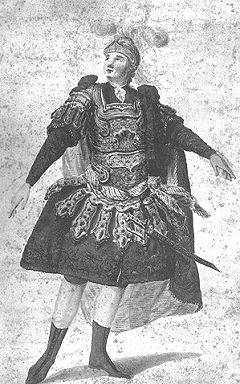
モーツァルト『イドメネオ』のタイトル・ロールを演じたテノール歌手アントン・ラーフ。ここでは英雄的な役を演じている。

メタスタージオ風は1750年代を通して頂点を極めた後、人気を失いだした。代わって、ニコロ・ヨンメッリやトンマーゾ・トラエッタといった作曲家によって大衆化された新傾向がオペラ・セリアの中に浸透していった。レチタティーヴォとアリアが鋭いコントラストで交互に歌われるイタリア様式のパターンは、フランス・オペラの伝統の楽想により弱まりはじめた。1740年以降のヨンメッリの作品は、大きなレベルの伴奏付きレチタティーヴォとダイナミック・コントラストを導入し、オーケストラの重要性と歌手の技巧の制限を増大した。一方、トラエッタはオペラの中にバレエを再び導入し、古典劇にあった悲劇的・メロドラマ的な結末を復帰させた。とくに1760年以降のトラエッタのオペラは、合唱をより重要なものに戻した。
こうした改革の頂点は、クリストフ・ヴィリバルト・グルックの改革オペラだった。『オルフェオとエウリディーチェ』にはじまり、グルックは歌手に与えられる名人芸の見せ場を徹底的に削減した。レチタティーヴォ・セッコを廃し（それによって、レチタティーヴォとアリアの輪郭描写は大量に減る）、イタリア・オペラとフランス・オペラの伝統を統合した中での、芝居・踊り・音楽の一体化に留意した。グルックは続いて『アルチェステ』、『パリーデとエレーナ』（英語版）で改革を続けた。グルックはオーケストレーションとますます重要な役割を持たされた合唱に最大の注意を払った。さらに、それまでの「退場アリア」の伝統も減じた。バロック初期のオペラをわかりにくくした迷宮のように複雑なサブプロットは除去した。1768年、グルックの『アルチェステ』の後、ヨンメッリと台本作家のヴェラージは『Fetonte』を上演した。アンサンブルと合唱が主役となり、退場アリアの数は半減した。しかし、こうした傾向は1790年代までは主流ではなかった。メタスタージオ風規範はいまだ優勢であった。

### 1770年 - 1800年
グルックの改革は、先の10年間のオペラ・セリア作曲家のほとんどを時代遅れにした。ハッセ、ヨンメッリ、ガルッピ、トラエッタのキャリアは事実上ついえた。代わって、ニュー・ウェイヴの作曲家たちが登場した。ヴォルフガング・アマデウス・モーツァルト、フランツ・ヨーゼフ・ハイドン、アントニオ・サリエリ（グルックの弟子）、アントニオ・サッキーニ、ジュゼッペ・サルティ、ドメニコ・チマローザたちである。アリア・ダ・カーポの人気には影が差し、ロンドに置き変えられた。オーケストラは大規模化し、アリアは長くなり、アンサンブルはより突出し、オブリガード・レチタティーヴォが一般的かつ精巧になった。1780年代を通して、いまだメタスタージオの台本はレパートリーとして優勢であったが、一方で、ヴェネツィアの台本作家たちの新しいグループがオペラ・セリアを新しい方向に向かわせた。Gaetano Sertorとそのグループの作品は最終的に、歌手たちの絶対的優位を破壊し、19世紀のロマンティック・オペラのスペクタクルで劇的な要素へ向かう弾みをオペラ・セリアに与えた。悲劇的な結末、舞台上での「死」「弑逆」、が例外から典型に変わった。伝統的な定義では、18世紀の最後の10年間までには、オペラ・セリアは基本的に死滅した、フランス革命が生じさせた政治的激変が一掃させたとされる。

## 社会背景
2、3の例外はあるものの、オペラ・セリアは宮廷・君主制・貴族のオペラだった。しかし、世界中がそうではなかった。ロンドンにいたヘンデルは宮廷のためよりは社会的に多様な観客のために作曲し、ヴェネツィア共和国では作曲家たちは自分たちのオペラを、宮廷のためではなく、大衆の趣味に合うように修正した。しかしほとんどの部分で、オペラ・セリアは宮廷オペラと同義語である。それは作品に多くの条件をもたらした。宮廷、とくに君主は舞台上に反映された自分たちの高貴さを見なければならなかった。オペラ・セリアの筋はこの基準によって作られた。『羊飼いの王様』がアレクサンドロス3世（アレキサンダー大王）の栄光を描き、『皇帝ティートの慈悲』も似た筋に沿って機能を果たした。観客の中にいる君主は古代世界の中に自分とそっくりの人間を見、自分の中に反映された慈悲に富んだ専制国家を見たことだろう。
上演の多くの面もその効果に貢献した。観客席と舞台は照明の量においてほぼ等しかった。セットはオペラを主催する宮殿建築をほぼ正確に写していた。時にはオペラと観客の関連がさらに密接なこともあった。グルックのセレナータ『混乱したパルナッソス』は多数の王族を配役としてウィーンで初演された。しかし、フランス革命がもたらした深刻な政治的激変がイタリアにもおよび、新しい平等主義の共和国が生まれ、古い専制国家は消えていった。オペラ・セリアのアルカディア的（牧歌的ユートピア的。Arcadia (utopia)（英語版）参照）概念はもはや意義を持たなくなった。支配者たちにはもはや非業の死とは無縁ではなくなり、新しい社会概念の下、歌手たちのヒエラルキーは崩壊した。こうした重大な社会＝政治的変化は、支配者階級と密接に結びついたオペラ・セリアの終焉を意味したのである。

## 図書案内
- J. Brown: Letters upon the Poetry and Music of the Italian Opera (London, 1789, 2/1791)
- V. Lee [V. Paget]: Studies of the Eighteenth Century in Italy (London, 1880, 2/1907)
- E. J. Dent: ‘Ensembles and Finales in 18th Century Italian Opera’, SIMG xi (1909–10), 543–69, xii (1910–11) 112–38
- E. J. Dent: ‘Italian Opera in the Eighteenth Century, and its Influence on the Music of the Classical Period’, SIMG, xiv (1912 –13), 500
- N. Burt: ‘Opera in Arcadia’, MQ, xli (1955), 145–70
- E. O. D. Downes: ‘The Neapolitan Tradition in Opera’, IMSCR, viii New York 1961, i, 277–84
- M. F. Robinson: ‘The Aria in Opera Seria, 1725–1780’, PRMA, lxxxviii (1961–2), 31 –43
- M. P. McClymonds: ‘The Venetian Role In the Transformation of Italian Opera Seria during the 1790s’, I vicini di Mozart: Venice 1987, 221–40
- W. Dean: Handel and the Opera Seria (Berkeley, 196
- D. Heartz: ‘Opera and the Periodization of 18th-century Music’, IMSCR, x Ljubjana 1967, 160–68